# أوجليسترو مارينا
أوجليسترو مارينا (تعرف أيضا باسم أوجليسترو) هي قرية صغيرة (فراتسيوني) تابعة لبلدية كاستيلاباتي في مقاطعة سلرنو بمنطقة كمبانية، جنوب إيطاليا.منذ عام 2009 وصل عدد سكانها 172.